# Taxiphyllum hisauchii
Taxiphyllum hisauchii là một loài Rêu trong họ Hypnaceae. Loài này được (S. Okamura) Iisiba miêu tả khoa học đầu tiên năm 1929.